# Carlos Lwanga
San Carlos Lwanga o Luanga, también conocido como Carl Lwanga, Charles Lwanga o Karoli Lwanga (1860 o 1865 - 3 de junio de 1886) fue un catequista católico de Uganda mártir por su fe y venerado como santo en la Iglesia católica. Había nacido en el reino de Buganda, en la parte sur de la moderna Uganda, y sirvió como paje en la corte del rey Mwanga II.
El rey Mwanga comenzó una severa campaña para que los cristianos, recién convertidos por los Padres Blancos, abandonaran su fe, y ejecutó a muchos anglicanos y católicos entre 1885 y 1887. Muchos de ellos eran funcionarios de la corte del rey o muy cercanos a él, como es el caso de Lwanga.
Después de una masacre de anglicanos perpetrada en 1885, Joseph Mukasa, laico católico en la corte, reprochó al rey su acción. Mwanga decapitó a Mukasa y se detuvo a todos sus seguidores. Lwanga asumió las funciones de Mukasa, bautizando en secreto a los catecúmenos el 26 de mayo de 1886.
Por esa acción, Carlos Lwanga y otros 11 católicos fueron quemados vivos el 3 de junio. Otro católico, Mbaga Tuzinde, fue golpeado hasta la muerte por negarse a renunciar al cristianismo, y su cuerpo fue arrojado al horno para ser quemado junto con Lwanga y sus 11 compañeros. Una de las razones que exasperaron al rey contra los cristianos fue su negativa a participar en actos homosexuales, habituales en la corte.

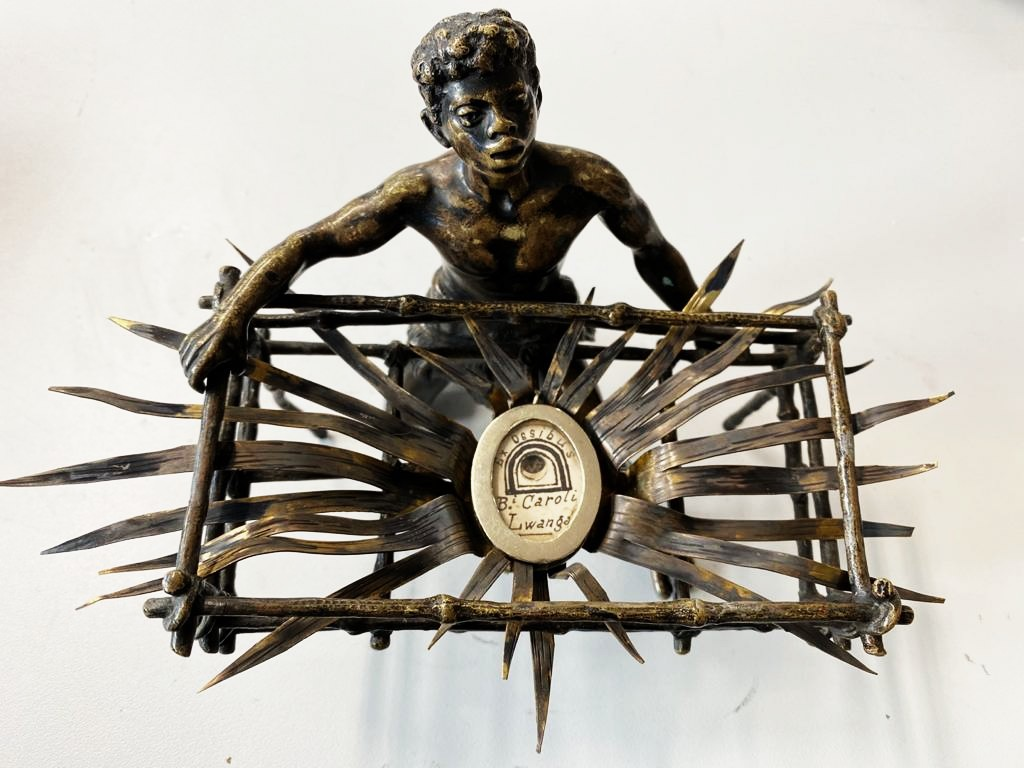
Relicario de bronce con fragmento de hueso de San Carlos Lwanga (propiedad privada)

Carlos Lwanga y sus 21 compañeros católicos fueron canonizados en 1964 por el papa Pablo VI. Aunque los mártires anglicanos no fueron, lógicamente, canonizados, su martirio fue también reconocido por el papa.
La comunión anglicana y la iglesia luterana incluyeron a Carlos Lwanga y a todos sus compañeros, anglicanos y católicos, en sus respectivos calendarios de santos.
En Namugongo existe la Basílica de los Mártires de Uganda consagrada a todos los mártires ejecutados por orden de Mwanga II.